# دهستان لومار
دهستان لومار، یکی از دهستان‌های بخش مرکزی شهرستان سیروان در استان ایلام ایران است. مرکز این دهستان، شهر لومار است.

## جمعیت
بر پایه سرشماری عمومی نفوس و مسکن در سال ۱۳۹۵، جمعیت دهستان لومار برابر با ۱٬۵۸۴ نفر بوده است.